# Westley Nathan Morgan
Westley Nathan Morgan, més conegut com a Wes Morgan, va néixer a Nottingham, Anglaterra, el 21 de gener de 1984. És un futbolista jamaicà d'origen anglès. Actualment juga de defensa al Leicester City de la Premier League d'Anglaterra, on és també el capità. Va jugar la major part de la seva carrera al Nottingham Forest, durant 10 anys, va ser on va debutar i va créixer com a defensa central, fins que en gener de 2013 se'n va anar al Leicester City.